# Trädekorrar
Trädekorrar (Sciurus) är ett släkte av gnagare som tillhör familjen ekorrar (Sciuridae). En egenskap som är typisk, men inte unik, är att de har mycket yvig svans. Totalt 31 arter är kända av detta släkte. En av dem finns representerad i Sverige, ekorre. Släktet är spritt över Europa, Amerika och tempererade Asien men de flesta arter lever i Nord- och Sydamerika. Födan består av frön och frukter från träd samt av svampar, insekter, fågelägg och ibland ungfåglar. Ekorrarnas fiender utgörs huvudsakligen av rovfåglar och mårddjur. Ekorrar av vissa arter kan bli upp till tolv år gamla.
Det vetenskapliga namnet Sciurus är sammansatt av de gamla grekiska orden skia (skugga) och oura (svans).

## Utseende
Arterna når en kroppslängd (huvud och bål) av 200 till 315 mm, en svanslängd av 200 till 310 mm och en vikt av 200 till 1000 g. Pälsfärgen varierar mycket beroende på art och population. Vanligt förekommande färger på ovansidan är brun, grå, svartbrun och rödbrun. Buken och extremiteterna kan vara ljusbrun, gulbruna eller orangebruna. Några exemplar kan vara helt svarta och Sciurus granatensis byter pälsfärg beroende på årstid. Påfallande tofsar på öronen finns hos europeisk ekorre (S. vulgaris) och borstörad ekorre (S. aberti).

## Undersläkten och arter i taxonomisk ordning
Inom släktet brukar 28–30 arter erkännas, fördelade över 7 undersläkten:
- undersläkte Tenes
  - Persisk ekorre (S. anomalus), lever i Kaukasus, Anatolien, norra Israel och Palestina
- undersläkte Sciurus
  - Ekorre (S. vulgaris), Europa, norra Asien. Den enda art i släktet som finns i Sverige och Finland[3][4]
  - Japansk ekorre (S. lis), Japan
  - Grå ekorre (S. carolinensis), östra Nordamerika
  - S. aureogaster, södra Mexiko, Guatemala
  - S. colliaei, västra Mexiko
  - S. yucatanensis, Yucatánhalvön
  - S. variegatoides, Centralamerika
  - S. deppei, norra Centralamerika
  - Östlig rävekorre (S. niger), centrala och östra USA, nordöstra Mexiko
  - S. oculatus, centrala Mexiko
  - S. alleni, nordöstra Mexiko
  - S. nayaritensis, västra Mexiko
  - Arizonaekorre (S. arizonensis), Arizona, New Mexico
- undersläkte Hesperosciurus
  - S. griseus, västra Nordamerika
- undersläkte Otosciurus
  - Borstörad ekorre (S. aberti), sydvästra USA, nordvästra Mexiko
- undersläkte Guerlinguetus
  - S. granatensis, Centralamerika, norra Sydamerika
  - S. richmondi, Nicaragua
  - S. aestuans, norra och mellersta Sydamerika
  - S. gilvigularis, Venezuela, norra Brasilien
  - S. ignitus, västra Sydamerika
    - S. i. argentinius - behandlas ibland som egen art[5]

  - S. pucheranii, bergstrakter av Colombia
  - S. stramineus, Peru, Ecuador
  - S. sanborni, Peru
- undersläkte Hadrosciurus
  - S. flammifer, Venezuela
  - S. pyrrhinus, Peru
- undersläkte Urosciurus
  - S. igniventris, norra Sydamerika
  - S. spadiceus, centrala Sydamerika

Vissa auktoriteter behandlar även det sydamerikanska taxonet ingrami som egen art, och som då placeras i undersläktet Guerlinguetus. Den ingår i listan ovan som underart i Sciurus aestuans.